# Гора Арсия
Гора Арсия (лат. Arsia Mons)
 — потухший щитовой вулкан на Марсе, расположенный в районе провинции Фарсида. Самый южный из трёх вулканов этой области. Высочайшая гора в Солнечной системе, Олимп, находится к северо-западу. Вулкан назван по легендарному римскому лесу Арсия Сильва.
Диаметр Арсии составляет около 435 км, её высота почти 19 км (вулкан Олимп выше на 2 км), что более чем на 9 км выше окружающего плато. Кальдера вулкана имеет почти 110 км в ширину. Атмосферное давление у вершины опускается ниже 107 паскалей. После Олимпа это второй вулкан планеты по высоте.
Каждый год в начале южной марсианской зимы на Арсии наблюдается интересное погодное явление. В это время солнечные лучи нагревают склоны вулкана, воздух поднимается, неся с собой небольшое количество пыли. В итоге поднимающийся воздух сходит в кальдеру вулкана, и мелкие осадки, сдутые со склонов вулкана, образуют крутящееся облако пыли, достаточно плотное для наблюдений с орбиты. Ежегодно это явление наблюдается лишь в течение короткого промежутка времени. Пылевое облако над Арсией может вздыматься на 15—30 км.
Кальдера Арсии была сформирована после того, как гора коллапсировала в результате извержения магмы. На склонах вулкана имеются и другие геологические образования.

## Возможные пещеры
В 2007 году на склонах Арсии при помощи спутниковой съёмки было отмечено семь гипотетических входов в пещеру. Они получили неофициальные названия Дена, Хлоэ, Венди, Энни, Эбби, Никки и Джинн. Они напоминают «люки», образованные обрушением свода пещеры.
- Дена (6°05′02″ ю. ш. 120°56′20″ з. д. / 6,084° ю. ш. 120,939° з. д.G)
- Хлоэ (4°17′46″ ю. ш. 120°48′25″ з. д. / 4,296° ю. ш. 120,807° з. д.G)
- Венди (8°05′56″ ю. ш. 119°45′29″ з. д. / 8,099° ю. ш. 119,758° з. д.G)
- Энни (6°16′01″ ю. ш. 119°59′42″ з. д. / 6,267° ю. ш. 119,995° з. д.G)
- Эбби и Никки (8°29′53″ ю. ш. 119°39′04″ з. д. / 8,498° ю. ш. 119,651° з. д.G)
- Джинн (5°38′10″ ю. ш. 118°44′28″ з. д. / 5,636° ю. ш. 118,741° з. д.G)

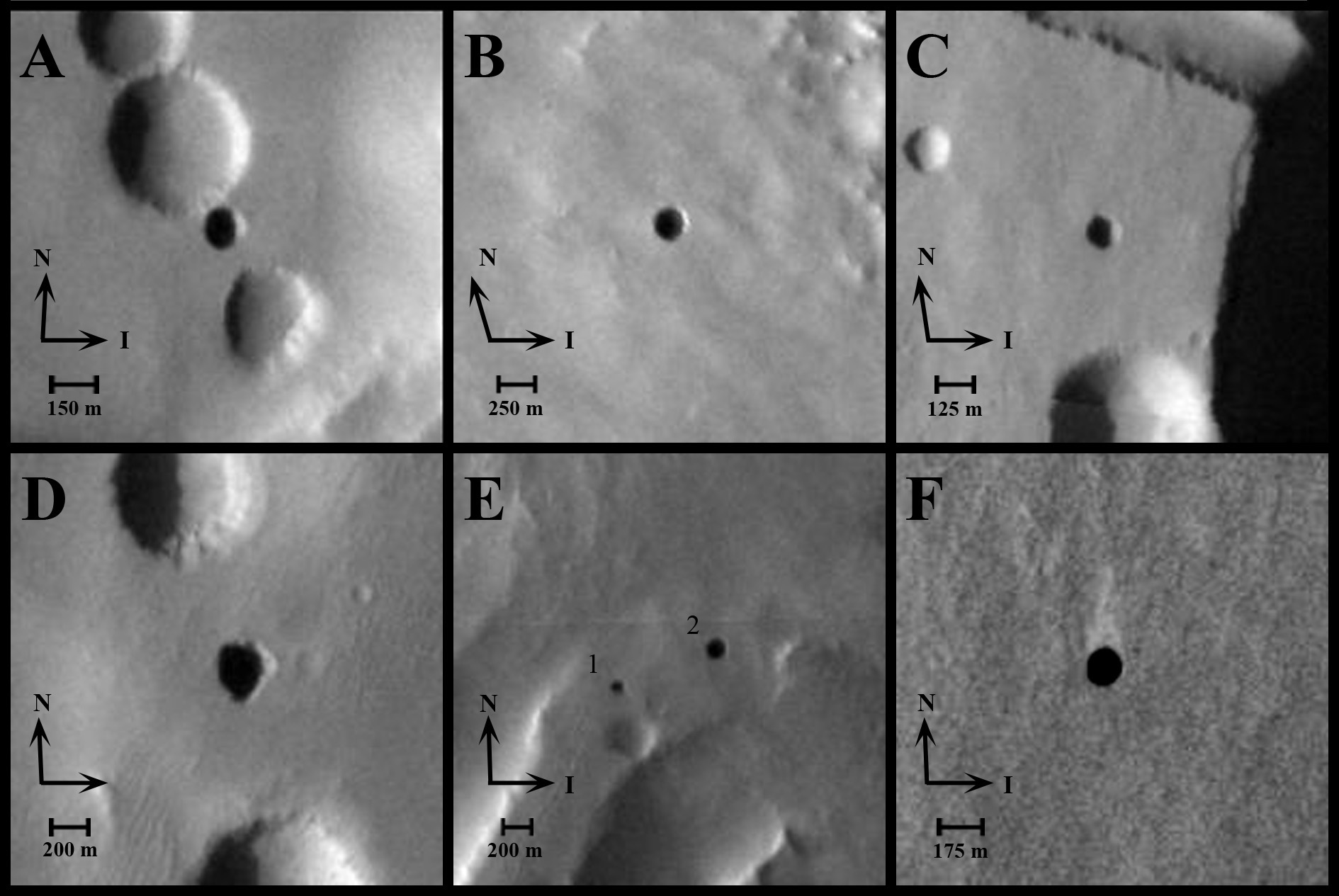
THEMIS: фотографии входов в марсианские пещеры

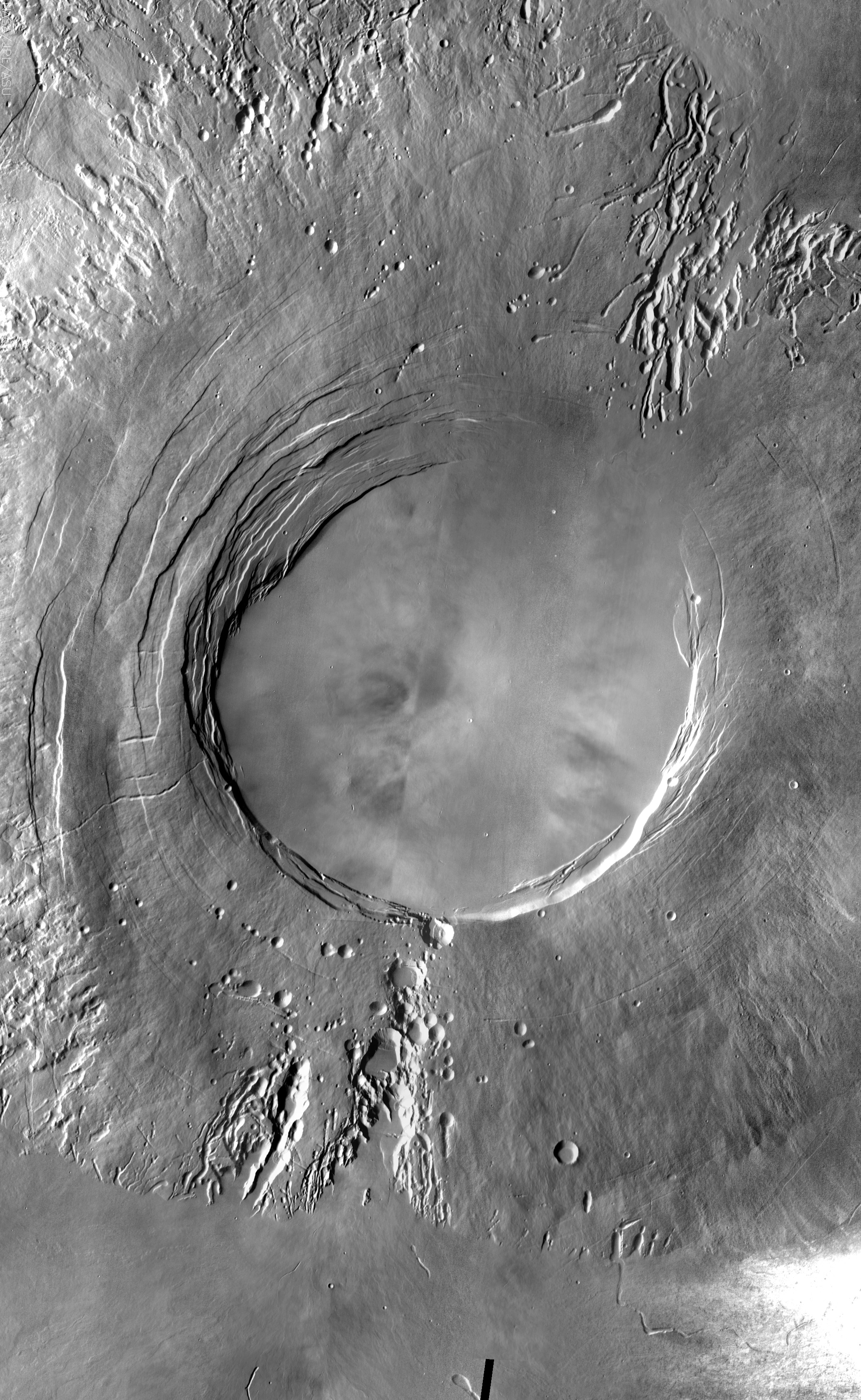
Мозаичное изображение Арсии

Перепад дневных и ночных температур в этих округлых объектах составляет лишь треть от перепада, наблюдаемого на окружающей местности. Хотя это значение больше отличается, чем для крупных пещер на Земле, это лишь подтверждает наличие глубоких впадин. Тем не менее, из-за экстремальных высот данные объекты едва ли могут служить прибежищем для каких-либо форм марсианской жизни.
На более новой фотографии одного из объектов видно, как солнце освещает боковую стенку, что предполагает наличие лишь вертикальной ямы, а не входа в более обширное подземное помещение. Тем не менее, темнота объекта говорит о том, что его глубина должна быть не менее 78 метров.